# 宇城市立小川中学校
宇城市立小川中学校（うきしりつおがわちゅうがっこう）は、熊本県宇城市小川町南部田にある公立中学校である。

## 沿革
- 1947年（昭和22年）4月 - 小川中学校・海東中学校・河江中学校・小野部田中学校設置。
- 1949年（昭和24年）9月 - 益南中学校（小川・河江・小野部田）発足。
- 1970年（昭和45年）4月 - 益南中学校と海東中学校を統合し、益南中学校西教室（旧・益南中）、益南中学校東教室（旧・海東中）、と改称。
- 1972年（昭和47年）4月 - 益南中学校西教室、東教室を実質統合し、小川町立小川中学校発足。
- 2005年（平成17年）1月 - 町村合併し宇城市となったため、宇城市立小川中学校と改称。
- 2019年（令和元年）10月 - 校舎改築工事開始
- 2021年（令和3年）5月 - 創立50周年
- 2023年（令和5年）8月 - 体育館、プール等を含む新校舎が完成。

## 部活動

### 運動系
- サッカー部
- 野球部　(廃部)
- バレー部
- 卓球部
- 陸上部
- ハンドボール部
- 弓道部
- 柔道部
- 剣道部
- 男子・女子バスケットボール部
- ソフト部　(廃部)

### 文化系
- パソコン部　(廃部)
- 絵画部　(廃部)
- 吹奏楽部
- 文化部

## その他
- 宇城市と日本サッカー協会（JFA）は提携しており、JFAアカデミー熊本宇城の全生徒が通学している[1]。JFAアカデミー熊本宇城は、中学校3年間を対象としたサッカー選手エリート教育機関・養成システムである。

## 周辺
- イオンモール宇城（旧ダイヤモンドシティ・バリュー）
- 小川工業高等学校

## 著名な出身者
- 中島隆利（政治家、元衆議院議員、元八代市長）
- 上村春樹（オリンピック柔道金メダリスト）
- 宮本輝子（元バスケットボール選手）
- 長谷川櫂（俳人）
- 守田憲史（政治家、宇城市長、元県議会議員）
- 池田達郎（NHKアナウンサー）
- 礒貝洋光（元プロサッカー選手、元プロゴルファー）
- 巻誠一郎（プロサッカー選手）
- 巻佑樹（プロサッカー選手）
- 一美和成（プロサッカー選手、JFAアカデミー熊本宇城）
- 米原秀亮（プロサッカー選手）
- 林田滉也（プロサッカー選手、JFAアカデミー熊本宇城）
- 井澤春輝（プロサッカー選手、JFAアカデミー熊本宇城）
- 江川湧清（プロサッカー選手、JFAアカデミー熊本宇城）
- 河原創（プロサッカー選手、JFAアカデミー熊本宇城）
- 岩下航（プロサッカー選手、JFAアカデミー熊本宇城）
- 巻加理奈（ハンドボール選手）
- 高橋よしえ（タレント）